# Karl Dröse
Karl Dröse (* 27. Dezember 1913 in Frankfurt am Main; † 16. September 1996 ebenda) war ein deutscher Hockeytorwart.
Dröse nahm 1936 an den Olympischen Spielen in Berlin teil und gewann dort gemeinsam mit dem deutschen Hockeyteam die Silbermedaille. Nach zwei Siegen in der Vorrunde und im Halbfinale, dem 6:0 gegen Dänemark und dem 3:0 gegen die Niederlande, unterlag das Team der indischen Mannschaft im Finale klar mit 1:8.
Karl Dröses Neffe ist der Feldhockeyspieler Horst Dröse, der bei den Olympischen Spielen 1972 Olympiasieger wurde. Er spielte 1936 für die TSV Sachsenhausen 1857.